# Pere Romeu i Borràs
Pere Romeu i Borràs   (Barcelona, 6 de juny de 1862 - Barcelona, 23 de desembre de 1908) fou un promotor cultural molt lligat al món de l'art.

## Biografia
Fill del matrimoni Pere Romeu Llorach, dedicat al comerç i natural de Torredembarra i Anna Borràs Torres també de Torredembarra, va néixer al carrer dels Capellans, 1 segon pis de Barcelona. Es casà amb Corina Jáuregui i Malgà (Gràcia, 1880) el 1900 o 1901.
Molt relacionat amb el grup modernista de Ramon Casas, col·laborà el 1893 amb Miquel Utrillo i amb Steinlen en espectacles d'ombres xineses al Theatre des Ombres Parisiennes de París, espectacle que un any més tard van intentar realitzar a Nova York i Chicago, sense aconseguir cap èxit. Més tard treballà com a animador al cabaret del barri de Montmartre Le Chat Noir amb Rodolphe Salis, fet que li donaria la idea d'iniciar una empresa similar a Barcelona. Pere Romeu era un home d'idees però sense capital per portar-les a terme. Miquel Utrillo va contagiar l'entusiasme del projecte a Ramon Casas i Santiago Rusiñol, i els quatre foren els promotors de la inauguració el dia 14 de juny de 1897 d'Els Quatre Gats al carrer de Montsió, als baixos de la Casa Martí, en una casa construïda per Puig i Cadafalch.
Pere Romeu fou l'ànima del local i la seva imatge, alta, desmanegada i barbada fou pintada i dibuixada sovint per Casas, Picasso, Opisso i altres artistes, i ha esdevingut un símbol pintoresc del Modernisme. Una de les imatges que tenim d'ell és en el quadre que Ramon Casas va pintar per decorar l'establiment d'Els Quatre Gats, Ramon Casas i Pere Romeu en un tàndem (1897), on apareixen ambdós amics.
Era un gran aficionat a tot el que simbolitzava modernitat en aquella època, com l'automobilisme i el món de l'esport. Regentà el Gimnasio catalán. Més endavant muntà un garatge i participà en alguna cursa. El 1899 edità la revista Quatre Gats.
La taverna va romandre oberta fins al 1903 i va ser la seu de tertúlies d'intel·lectuals i artistes i de celebracions d'espectacles com ombres xineses i concerts. En Els Quatre Gats molts dels artistes modernistes van fer les seves primeres exposicions. En plegar muntà un garatge i participà en alguna cursa.
Aparicions en obres d'art

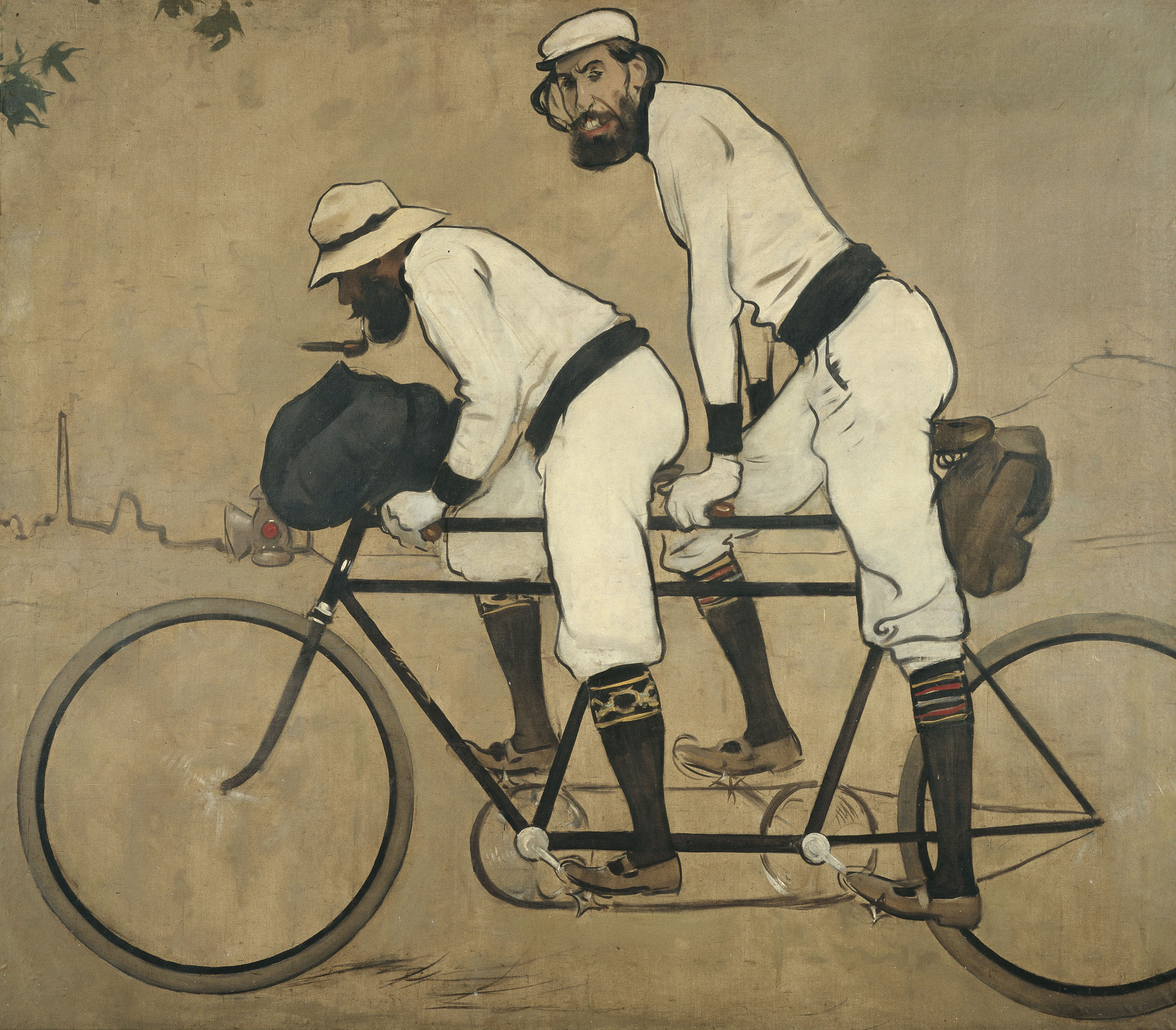
Ramon Casas i Pere Romeu en un tàndem (1897), pintat per Ramon Casas, al davant
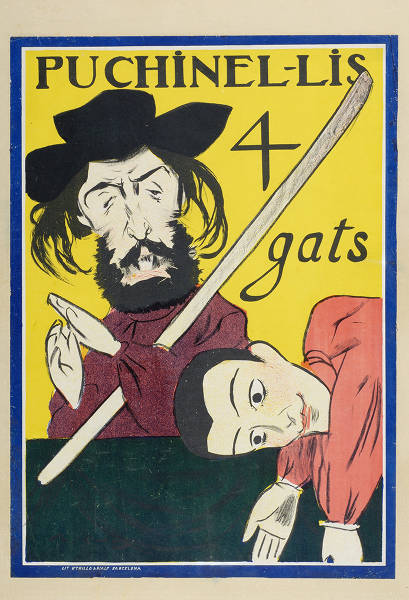
Cartell per a un espectacle de putxinel·lis als Quatre Gats, de Ramon Casas, del Centre de Documentació i Museu de les Arts Escèniques